# 上野山夢輝
上野山 夢輝（うえのやま ゆめき、2013年7月21日 - ）は、日本の子役。ギュラ・キッズ所属。

## 出演

### ドラマ
- みなと商事コインランドリー (テレビ東京、2022年) - 子供のシン役・香月祐太郎役(少年時代)　セミレギュラー出演
- つまり好きって言いたいんだけど、 第1話 (テレビ東京、2021年10月6日) - 小学生の不二宗純 役
- 恋はDeepに (日本テレビ、2021年) - 蓮田倫太郎(少年期) 役
- 連続ドラマW コールドケース3 ～真実の扉～ 第7話 (WOWOW) - ピアノ少年 役
- SEDAI WARS 第7話 (TBS) - 幼少の筧翔太 役
- 神酒クリニックで乾杯を 第8話 (BSテレ東) - 小笠原の息子 役
- わたし旦那をシェアしてた (日本テレビ)
- コンフィデンスマンJP 運勢編 (フジテレビ)
- 家売るオンナの逆襲 (日本テレビ)

### CM
- ベネッセコーポレーション「進研ゼミ小学講座 上位コース登場 篇」
- 公文「どこで学んだ?編/Do you like English?編/夏の日記編」
- 川商フーズ「ノザキのコンビーフ息子のお弁当日編/キャンプ編」
- 講談社こども倶楽部「テレビマガジン2020年2月号」
- ADVAN「コラージュ タイル/ショールーム/キッチン」篇
- アシェット・コレクションズ「ディズニーゴールデン・ブックコレクション」
- 小森樹脂「リュウソウジャー・仮面ライダージオウお弁当箱」

### WEB
- 栄光ゼミナール (2022年)
- ハウス食品「プロクオリティ」(2022年)
- 東京消防庁「#7119編 消防広報プロモーションビデオ」(2021年)

### 映画
- 機界戦隊ゼンカイジャー THE MOVIE 赤い戦い! オール戦隊大集会!! - 五色田介人(幼い介人)役
- 第11回沖縄国際映画祭「僕の好きな女の子」
- 18歳のおとなたち（2023年12月2日）[1]

### 雑誌
- 講談社こども俱楽部「テレビマガジン」2019年12月号・2020年1月号・2020年2月号・2020年3月号

### スチール
- SUZUKI「SUZUKI 100周年　ホワイトエディション」カタログ

### バラエティー
- ローランド先生〜一流人間力テスト〜 (フジテレビ)
- 中居正広の金曜日のスマイルたちへ 再現VTR (TBS) - 三浦祐太朗 幼少期役
- 坂上どうぶつ王国 再現VTR (フジテレビ)